# CK Asset Holdings
CK Asset Holdings Limited — один из крупнейших операторов недвижимости Гонконга, входит в сотню крупнейших компаний Китая. CK Asset Holdings основан в 2015 году в результате объединения девелоперских активов компаний Cheung Kong Group и Hutchison Whampoa, с 3 июня 2015 года акции CK Asset Holdings стали котироваться на Гонконгской фондовой бирже. Официально компания зарегистрирована на Каймановых островах, штаб-квартира и основные активы расположены в Гонконге. Главой компании является Виктор Ли — старший сын магната Ли Кашина. 
CK Asset Holdings специализируется на инвестициях в недвижимость, энергетические и инфраструктурные активы, а также на управлении недвижимостью (жилые комплексы, гостиницы, офисы, торговые центры) и лизинге самолётов. По состоянию на 2019 год выручка CK Asset Holdings составляла 7 млрд долл., прибыль — 5,1 млрд долл., активы — 60,8 млрд долл., рыночная стоимость — 31,1 млрд долл., в компании работало почти 19 тыс. сотрудников.

## Акционеры
Семье Ли принадлежит 32,4 % акций CK Asset Holdings. Другими значительными акционерами компании являются Capital Research & Management (2,6 %), The Vanguard Group (2,4 %), First Eagle Investment Management (1,5 %), BlackRock Fund Advisors (1,3 %), Norges Bank Investment Management (1,1 %), Li Ka Shing Foundation (1 %) и APG Asset Management (1 %).

## Дочерние компании
- Harbour Plaza Hotel Management (управление отелями)
- Cheung Kong Property Development (развитие недвижимости)
- Hutchison Property Management (управление недвижимостью)
- Citybase Property Management (управление недвижимостью)
- Goodwell Property Management (управление недвижимостью)
- Accipiter Holdings (лизинг самолётов)
- AMCK Aviation (лизинг самолётов)
- CK Property Finance (финансовые услуги)
- Greene King (крупнейшая сеть пабов и пивоварен Великобритании)

CK Asset Holdings принадлежит 40 % австралийской CK William Group, в состав которой входят газораспределительная компания Multinet Gas, газопроводная компания Dampier Bunbury Pipeline, энергетическая компания Energy Developments и электрораспределительная компания United Energy. Кроме того, CK Asset Holdings принадлежит 65 % акций германской компании Ista International (работает сфере менеджмента и энергетических услуг в Германии, Нидерландах и Франции) и 75 % канадской компании Reliance Home Comfort (поставки оборудования для отопления, нагрева воды и вентиляции жилых домов). В 2019 году CK Asset Holdings купила британскую компанию Greene King (крупнейшая в стране сеть пабов, ресторанов и отелей).
Также CK Asset Holdings является акционером трёх инвестиционных трастов, специализирующихся на недвижимости: 
- Hui Xian REIT (32,17 %)
- Fortune REIT (27,17 %)
- Prosperity REIT (18,37 %)

## Крупнейшие активы
Основные активы CK Asset Holdings сосредоточены в Гонконге и материковом Китае, а также в Великобритании и Сингапуре. 
- Офисный небоскрёб Cheung Kong Center (Гонконг)
- Офисный небоскрёб Cheung Kong Center II (Гонконг)
- Офисные башни The Harbourfront (Гонконг)
- Жилой комплекс The Harbourfront Landmark (Гонконг)
- Жилой комплекс Festival City (Гонконг)
- Жилой комплекс Banyan Garden (Гонконг)
- Жилой комплекс Metro Town (Гонконг)
- Жилой комплекс The Victoria Towers (Гонконг)
- Торговый центр 1881 Heritage (Гонконг)
- Гостиничный комплекс Sheraton Hong Kong Hotel & Towers (Гонконг)

- Отель The Great Wall Hotel (Пекин)
- Отель Sofitel Shenyang Lido (Шэньян)
- Отель Sheraton Chengdu Lido (Чэнду)
- Жилой и офисный комплекс Upper West Shanghai (Шанхай)
- Офисный комплекс Marina Bay Financial Centre (Сингапур)
- Жилой комплекс Chelsea Waterfront (Лондон)